# Electric Chapel
"Electric Chapel" là một bài hát của nữ nghệ sĩ thu âm người Mỹ Lady Gaga trích từ album thứ hai của cô ấy, Born This Way (2011).

## Danh sách track
Tải nhạc số
- "Electric Chapel" – 4:12

Born This Way: The Remix
- "Electric Chapel" (Two Door Cinema Club Remix) - 3:59 [1]

## Bảng xếp hạng
| Bảng xếp hạng (2011)                         | Vị trí cao nhất |
| -------------------------------------------- | --------------- |
| Billboard Hot Dance/Electronic Digital Songs | 23              |
| South Korea Gaon International Chart         | 125             |